# Nicotiana plumbaginifolia

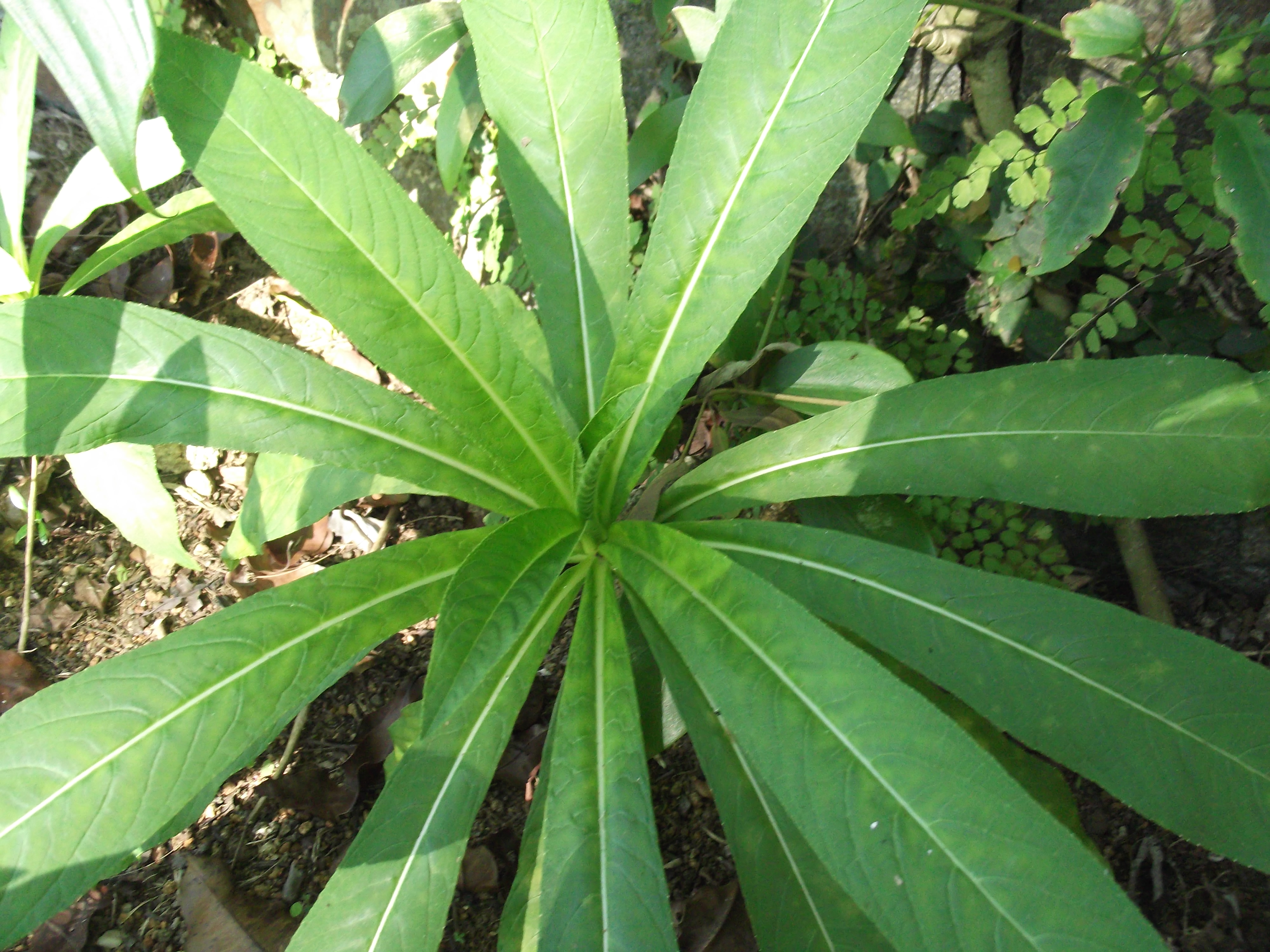
Spross

Nicotiana plumbaginifolia ist eine Pflanzenart aus der Gattung Tabak (Nicotiana) in der Familie der Nachtschattengewächse (Solanaceae).

## Beschreibung
Nicotiana plumbaginifolia ist eine einjährige Pflanze, die Wuchshöhen von 0,3 bis 1 m erreicht. Die Stängel sind schlank und spärlich klebrig behaart und werden im Alter rau. Die Laubblätter sind spärlich klebrig behaart, die basalen Blätter sind umgekehrt eiförmig oder umgekehrt lanzettlich und etwa 10 bis 20 cm lang. Die unteren Stängelblätter sind rund-eiförmig, aufsitzend und am Rand gewellt. Die Spitze ist plötzlich spitz zulaufend und meist gedreht. Die Basis ist den Stängel umfassend oder den Stängel geöhrt umfassend. Die oberen Stängelblätter sind reduziert, lanzettlich bis linealisch lanzettlich, ihr Rand ist stark gewellt und geöhrt.
Der Blütenstand ist eine Scheintraube, die gelegentlich etwas rispenförmig ist. Die Blütenstiele sind 3 bis 7 mm lang, der Kelch hat eine Länge von 8 bis 12 mm, ist mit zehn Rippen versehen und bis zur Mitte oder weiter gelappt. Die Kelchlappen sind ungleich und etwa 4 bis 8 mm lang und linealisch-pfriemförmig. Die Krone öffnet sich am Abend, ist stieltellerförmig, der Kronsaum ist lavendelfarben oder pink und tief gelappt. Die Kronlappen sind eiförmig und spitz. Die Kronröhre ist blassgrün oder purpurn, lang und schlank und wird 2,5 bis 3,5 cm lang und 1,5 bis 2 mm breit. Ab 3 bis 4 mm oberhalb der Basis ist die Kronröhre erweitert. Die Staubblätter sind ungleich lang und setzen direkt unterhalb der Öffnung der Krone an. Die Staubfäden sind unbehaart und nur 1 mm oder weniger lang und kürzer als die Staubbeutel.
Die Frucht ist eine 8 bis 11 mm lange Kapsel. Sie ist schmal eiförmig und etwa genauso lang wie der Kelch. Die Samen sind rund-elliptisch, haben eine wellenförmig-netzartige Oberfläche und sind etwa 0,5 mm lang.
Die Chromosomenzahl beträgt 2n = 20.

## Vorkommen
Die Art ist in den Florida Keys, Mexiko, Guatemala, Ecuador, Bolivien, Peru, Argentinien und Paraguay sowie auf den Westindischen Inseln verbreitet. Sie wächst dort im nassen Sand entlang von Flüssen oder an Schuttplätzen. Die Standorte liegen in Höhenlagen zwischen 0 und 1500 m.

## Systematik
Innerhalb der Gattung Nicotiana ist die Art in die Sektion Alatae eingeordnet.